# Chknagh
Chknagh là một đô thị thuộc tỉnh Aragatsotn, Armenia. Dân số ước tính năm 2011 là 276 người.